# Waterpolo en los Juegos Olímpicos de Los Ángeles 2028
El waterpolo en los Juegos Olímpicos de Los Ángeles 2028 se realizará en una piscina temporal construida en el paseo marítimo en Long Beach en julio de 2028.
Serán disputados en este deporte dos torneos diferentes, el masculino y el femenino.